# دلقناب (دودانغة)
دلقناب (بالفارسية: دلقناب) هي منطقة سكنية تقع في إيران في قسم دودانغة الریفي. يقدر عدد سكانها بـ 153 نسمة.